# Be Love
Be Love é uma revista de mangá josei japonesa publicada pela Kodansha. É uma das revistas de mangá mais populares entre mulheres e foi a primeira do seu tipo a ser lançada. A revista foi essencial para o crescimento da popularidade de mangás josei nos anos 80, que levou a criação de outras revistas com mulheres como público alvo, como a You e Big Comic for Lady. Assim como a You, a Be Love publica histórias do cotidiano com situação nas quais as leitoras possam se identificar.
A revista foi originalmente lançada como Be in Love, mas foi renomeada em 1982. De 1995 a 2000 as vendas de cada edição variaram entre 270.000 e 280.000 cópias. Em 2006 e 2007, a Be Love possuía uma tiragem de cerca de 200.000 cópias. Em 2008, a tiragem foi de 182.667 cópias. Em 2009, foram 173.125 cópias. Em 2010, foram 153.792 cópias. E em 2015 foram 106.834 cópias.
Em 1997, a maioria das leitoras da revista eram donas de casa ou mulheres que já trabalhavam, apenas 8% das leitoras ainda eram estudantes.

## Séries atuais
| Título da série                                                   | Autor            | Início           |
| ----------------------------------------------------------------- | ---------------- | ---------------- |
| Chihayafuru (ちはやふる)                                          | Suetsugu Yuki    | Dezembro de 2007 |
| Couverture (クーベルチュール)                                     | Suetsugu Yuki    | 2009             |
| Fukufuku Fu-nya~n (ふくふくふにゃーん)                            | Konami Kanata    | 1986             |
| Ishtar no Musume: Ono no Otsuu Den (イシュタルの娘～小野於通伝～) | Yamato Waki      | Setembro de 2009 |
| Kemonomichi (ケモノみち)                                          | Yamaura Saku     | Maio de 2013     |
| Kosodate Tantan (子育てたんたん)                                  | Nangoku Banana   | Janeiro de 2011  |
| Meiji Melancholia (明治メランコリア)                              | Rikachi          | Agosto de 2014   |
| Momokan (もも缶)                                                  | Shirakawa Kikuno | Setembro de 2005 |
| Peach Girl Next (ピーチガールNEXT)                                | Ueda Miwa        | Agosto de 2016   |
| Piku Piku Sentarou (ぴくぴく仙太郎; 蹦蹦跳跳仙太郎)               | Nunoura Tsubasa  | 1992             |
| Seito Shokun!: Saishuushou - Tabidachi (生徒諸君! 最終章・旅立ち) | Shouji Youko     | Abril de 2011    |
| Shikatsushi: Joou no Houigaku (屍活師 女王の法医学)               | Morino Aki       | Janeiro de 2010  |
| Shunkashuutou Days (春夏秋冬Days)                                 | Fujisue Sakura   | Março de 2012    |
| Tasogare Takako (たそがれたかこ)                                  | Irie Kiwa        | Agosto de 2013   |

## Séries finalizadas
- Meiji Hiiro Kitan
- Haru Koi
- Fukufuku Fu-nya~n: Koneko da Nyan
- Onna no Ie
- Minamoto Hakase no Ijou na xx
- Kurenai Niou
- Nishi Muku Samurai
- Akuryou-sama Oteyawaraka ni
- Yandeka
- Haiji to Yamao
- Glass no Isu
- Eien no Yuuwaku
- Daisuki!!: Yuzu no Kosodate Nikki
- Door wo Aketara Satsui
- Navigatoria
- Fukufuku Fu-nya~n New
- Shura no Dress
- Satsujin Sales
- Himawari!!: Sorekara no Daisuki!!
- Atokata no Machi
- Seito Shokun!: Kyoushi-hen
- Aishite Sou♡Rou
- Sankaku Yanemachi Apartment
- Kagami no Mae de Aimashou